# Entrenamiento de omisión
- No confundir con cambio de coste, a veces llamado también "coste o costo de respuesta".

El entrenamiento de omisión o coste de respuesta es, en psicología o etología, un tipo de condicionamiento instrumental.
Aunque en la literatura psicológica a menudo se ha usado el nombre de castigo negativo para este tipo de condicionamiento, ese término ha sido relegado en aras de la claridad, ya que a menudo el término castigo conducía a error.
Se habla de entrenamiento de omisión cuando la consecuencia que sigue a la respuesta dada por un individuo es la ausencia o retirada de un estímulo apetitivo o positivo; es decir, la conducta da lugar a la omisión de la recompensa.
Un ejemplo de castigo negativo es el denominado carné por puntos: el sujeto comienza con un número determinado de puntos que puede ir perdiendo si realiza determinadas conductas indeseables establecidas de antemano.
El entrenamiento de omisión se asemeja a la extinción en que ambos procedimientos dan lugar a la disminución de la ejecución, si bien difieren, por ejemplo, en el grado de suspensión. 
Se suele considerar como contrario al condicionamiento de recompensa.